# پوتنتزا پیچنا
پوتنتزا پیچنا (به ایتالیایی: Potenza Picena) یک کومونه در ایتالیا است که در استان ماچه‌راتا واقع شده‌است. پوتنتزا پیچنا ۴۷٫۶ کیلومتر مربع مساحت و ۱۶٬۰۸۱ نفر جمعیت دارد و ۲۳۷ متر بالاتر از سطح دریا واقع شده‌است.